# Thryssa
Thryssa és un gènere de peixos teleostis que pertany a la família Engraulidae

## Taxonomia
- Thryssa adelae
- Thryssa aestuaria
- Thryssa baelama
- Thryssa brevicauda
- Thryssa chefuensis
- Thryssa dayi
- Thryssa dussumieri
- Thryssa encrasicholoides
- Thryssa gautamiensis
- Thryssa hamiltonii
- Thryssa kammalensis
- Thryssa kammalensoides
- Thryssa malabarica
- Thryssa marasriae
- Thryssa mystax
- Thryssa polybranchialis
- Thryssa purava
- Thryssa rastrosa
- Thryssa scratchleyi
- Thryssa setirostris
- Thryssa spinidens
- Thryssa stenosoma
- Thryssa vitrirostris
- Thryssa whiteheadi